# Bromas, S.A.
Bromas,  S.A. es una película de comedia mexicana-peruana de 1967 escrita y dirigida por Alberto Mariscal y protagonizada por Gloria Marín, Mauricio Garcés, Antonio Badú, Manuel "El Loco" Valdés, Nadia Milton y Daniel Riolobos.

## Sinopsis
Cecilia, una joven recién graduada de periodismo en la Universidad de Ginebra, regresa a Lima para trabajar en el periódico de su excéntrica y quisquillosa tía Martina y es recibida en el aeropuerto por sus amigos Arturo (un ascensorista que sueña con ser cantante), Alberto (un salvavidas que tiene un gran parecido físico con el temperamental actor Rogelio Naveda), Linda (una vendedora que tiene la costumbre de cambiar los precios de los artículos que vende por otros de menor cantidad), Violeta (la recepcionista de un hotel), Jorge y Javier (empleados de los laboratorios farmacéuticos Arnoff) mientras que, en otra área de la terminal aérea, Elías Arnoff (el dueño de la farmacéutica) está a punto de tomar un avión para ir a la India en viaje de negocios. 
Sin embargo, dicha ausencia es en realidad una farsa orquestada por el mismo Arnoff -quien es igual de excéntrico que Martina- ya que, con la ayuda de sus empleados y los amigos de estos, conformarán una especie de pandilla juvenil que ejecuta una serie de divertidas y originales venganzas contra varios empresarios inescrupulosos quienes, en algún momento de sus vidas, le hicieron la vida imposible a Arnoff.

## Elenco
- Mauricio Garcés ... Alberto / Rogelio Naveda
- Antonio Badú ... Elías Arnoff
- Ernesto Albán ... Sr. Gómez
- Nadia Milton ... Cecilia
- Daniel Riolobos ... Arturo
- Rodolfo Rey "Cachirulo" ... Jorge
- Ramón Rey "Copetón" ... Javier
- Patricia Aspíllaga ... Linda
- Regina Alcóver ... Violeta
- Gloria Marín ... Martina
- Manuel "El Loco" Valdés ... Benjamín (mayordomo de Martina)
- Alberto Mariscal ... Rubén (mánager de Rogelio)
- Augusto Ferrando
- Mario Velásquez "Achicoria" ... Sr. Morituri (dueño de la funeraria)
- Luis Álvarez ... Sr. Rodríguez (compañero de trabajo de Arturo)
- Ricardo Tosso ... Don Nicolás (dueño del Almacén Nicol)
- Luis Ángel Pinasco ... Conductor de Televisión
- Manolo Salerno
- Ingeborg Zwinkel ... Secretaria
- Chabuca Granda
- Carmita Jiménez
- Sonora de Lucho Macedo

## Producción
Esta cinta fue filmada en 1964 pero su estreno no se realizaría sino 3 años después, es decir, el 28 de diciembre de 1967 en la Ciudad de México.
La película fue rodada íntegramente en Lima y sus alrededores, con las únicas excepciones de las escenas de los créditos iniciales de la misma (filmadas en el Zócalo de la Ciudad de México y calles adyacentes) y otra subsiguiente en donde el personaje de Cecilia, quien está de paso en la capital mexicana, acude a las oficinas de -la hoy ya desaparecida- Aerolíneas Peruanas para adquirir el boleto de regreso al Perú.
En esta película aparecen también la compositora peruana Chabuca Granda y la cantante puertorriqueña Carmita Jiménez, aunque en distintas escenas.
Si bien el director de esta cinta, Alberto Mariscal, también actúa allí aunque no aparece en los créditos existe una escena en donde, irónicamente, cuando se le preguntó a uno de los personajes (el anciano que abraza a un indignado Rogelio Naveda -personaje interpretado en un doble papel por Mauricio Garcés- mientras otorga en contra de su voluntad un donativo de medio millón de soles en beneficio de una residencia en una fiesta) cuál es su nombre, él contesta diciendo que se llama "Alberto Mariscal".